# 돈 그리기
《돈 그리기》는 1988년 12월 18일에 MBC TV에서 방영된 베스트셀러극장이다.

## 줄거리
화가 지망생인 도안사 임철환은 변심한 애인으로부터 청첩장을 받는다. 그는 돈 때문에 자신을 버리고 떠난 여자에게 축의금을 보내고 싶어진다. 철한은 청첩장 뒷면에 밤을 새워가며 돈을 그린다.

## 출연
- 김광배(임철환)
- 이종남(윤여진)
- 김성일(민 형사)
- 이상철(김 기자)
- 맹찬재(신랑)
- 연현철(선배)
- 나갑성(수사과장)
- 박예숙(노파)
- 조건월(조 형사)
- 박기수(회장)
- 한명구(교직자)
- 박영호(평론가)
- 원경식(의사)
- 이희전(점원)
- 강성환(맹인)
- 배동진(비서)
- 나재균(동창)
- 장희용(수집가)
- 이숙희(주인 여자)
- 김경림(미스 김)
- 조성준(고서점가)
- 최근제(고전상)
- 길달호(소매치기)
- 서평석(화랑가)